# Expedición Albatross

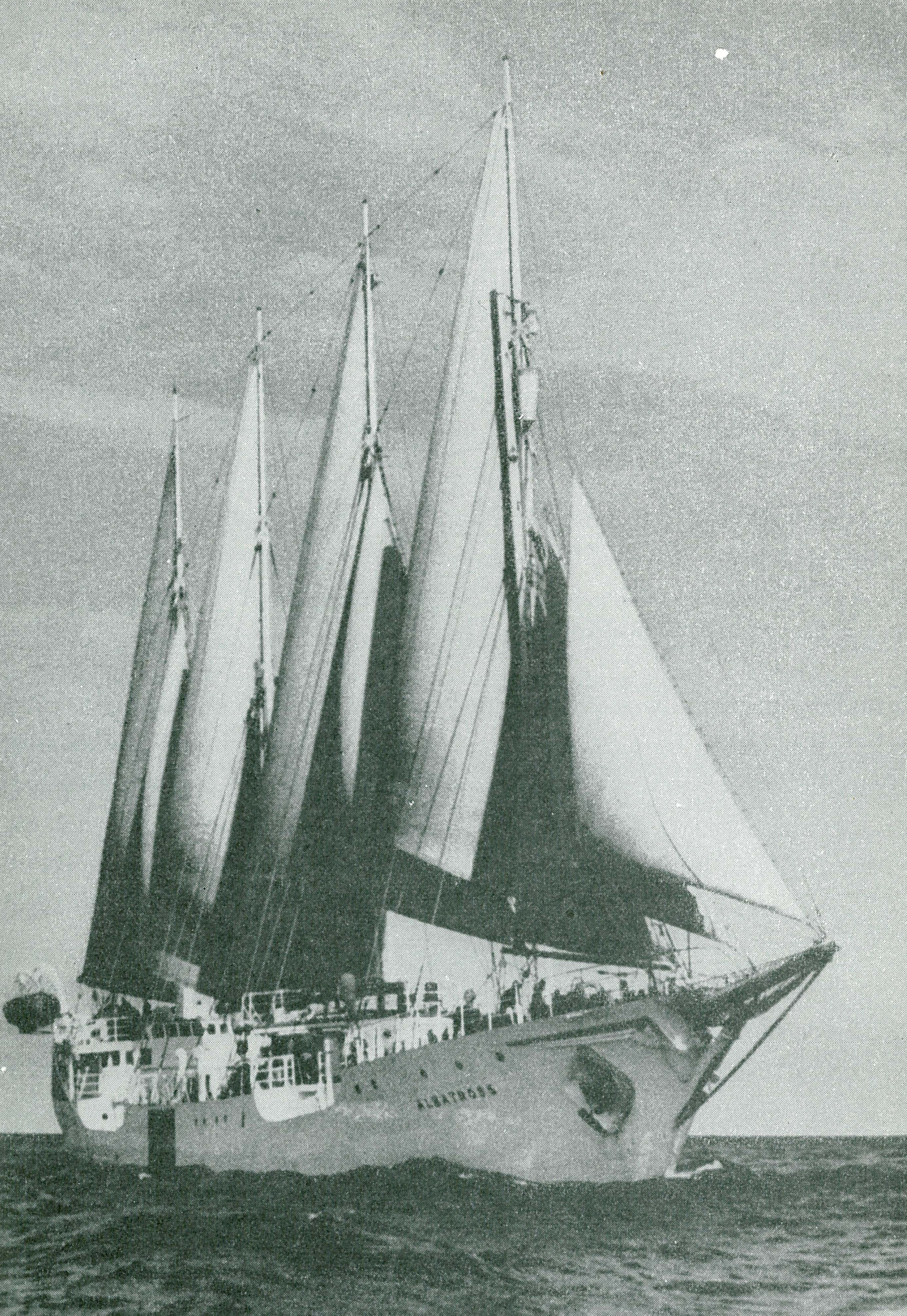
El Albatross

La expedición del Albatros (Albatrossexpeditionen) fue una expedición oceanográfica sueca que, entre el 4 de julio de 1947 y el 3 de octubre de 1948, navegó aproximadamente 45000 millas náuticas alrededor del mundo. Está considerada como la segunda exploración naval sueca más grande después de la Expedición Vega. Recibió una gran atención mediática y está considerada como un gran hito en la historia de oceanografía.
La expedición fue planeada y dirigida por el físico y oceanógrafo sueco Hans Pettersson (1888–1966). Estudió Física en la Universidad de Uppsala, investigó en física del radio, fue, entre otras sociedades, miembro de la Real Academia de las Ciencias de Suecia y de la Royal Society de Londres, además de dedicarse al estudio de la oceanografía. Se especializó en el uso del radio y fuentes radioactivas para ayudar a determinar la edad geológica de las muestras de sedimentos del fondo oceánico. Pettersson publicó en 1953 el estudio Westward Ho with the Albatross, sobre la experiencia de la expedición.

## ElAlbatross
Las dimensiones del Albatross eran aproximadamente de 70 metros de eslora y 11 metros de manga y 4 mástiles, con una combinación de motor y velero. Fue construido por la empresa naviera Boström (Broströmskoncernen) y originalmente fue diseñado como buque escuela para futuros oficiales de la marina.

## Misiones científicas
La tarea principal de la expedición fue recolectar muestras del fondo oceánico. Para ello se utilizó una nueva máquina de muestreo impulsada por pistones de pólvora, desarrollada por el físico y oceanográfo sueco Börje Kullenberg (1906-1991). Hasta entonces las muestras más profundas que se podían tomar en el suelo oceánico eran de aproximadamente 2 metros, pues los tubos de muestreo generalmente llegaban al sedimento empujados por su propio peso, limitándose por tanto la fuerza máxima de perforación. El interés geológico del estudio de los sedimentos proviene del hecho de que el sedimento actúan como una especie de «cápsula del tiempo», donde cada año se va depositando una capa diferente de sedimentos. Partiendo de este principio básico, se podría obtener información sobre las condiciones hace miles de años, a solo unos metros de la capa de sedimento del suelo oceánico.

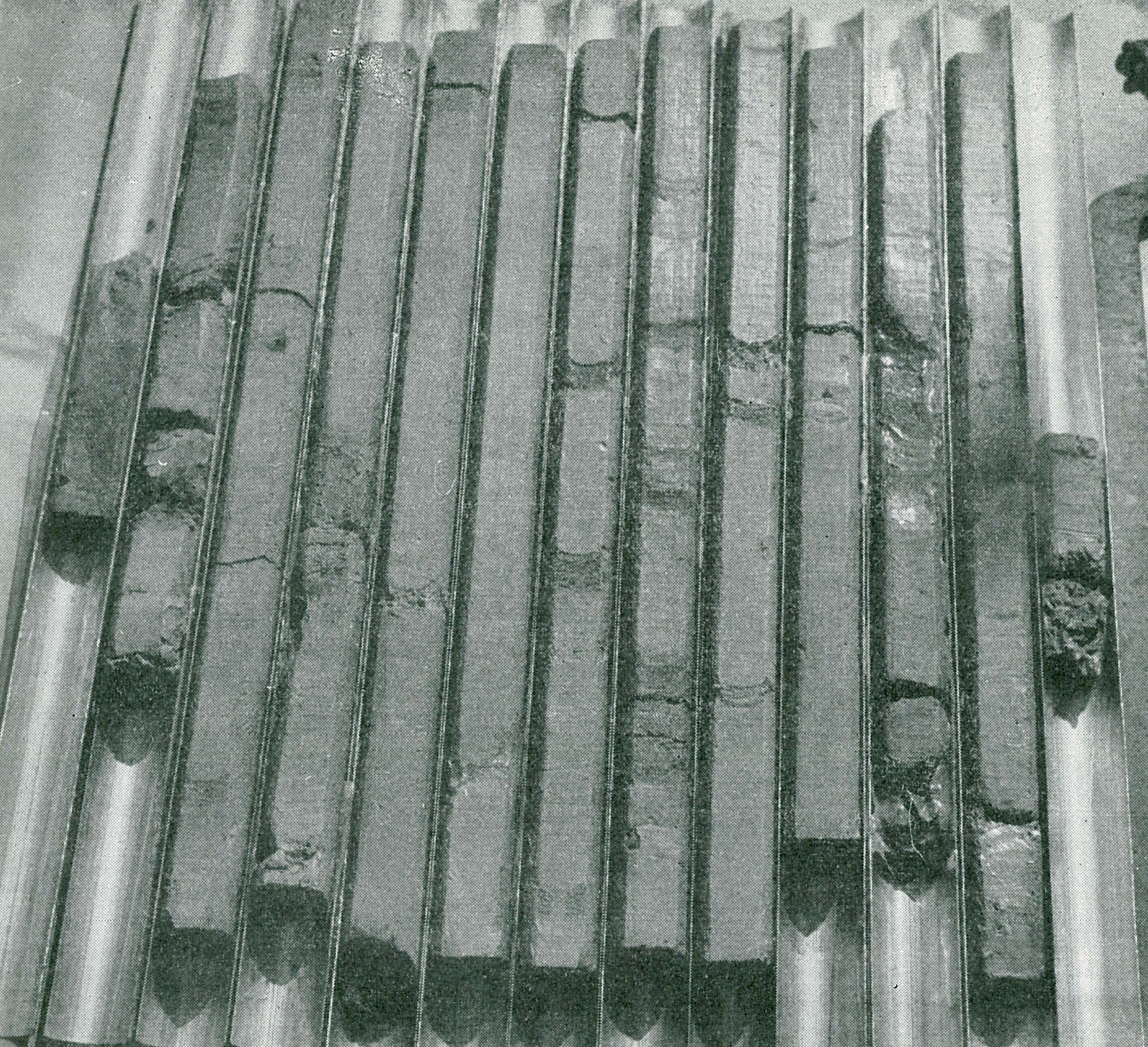
Tubos de pistones utilizados en el Albatross para la extracción de sedimentos del fondo oceánico

La expedición también llevó a cabo las primeras mediciones de reflexión sísmica del espesor de los sedimentos, utilizando bombas de profundidad. Sus resultados formaron parte de las muchas evidencias que llevaron a la aceptación científica de la teoría de la tectónica de placas. Pues revelaron que el espesor de los sedimentos aumentaba lejos de las crestas oceánicas centrales, junto con el tiempo de acumulación de sedimentos. También llevaron a cabo labores de investigación en biología, especialmente en catalogar y recolectar fauna y flora marítimas para su estudio posterior, y en física: midieron elementos radioactivos de los océanos, la penetración de la luz del día en partículas en suspensión o estudios sobre la ionosfera o el gradiente geotérmico, entre otros.

## Viaje
El 4 de julio de 1947, el Albatross partió de Gotemburgo hacia Funchal en el Archipiélago de Madeira. El viaje fue hacia el oeste, pasando por el Canal de Panamá a finales de agosto. Realizó sus investigaciones principalmente en el Océano Pacífico e Índico. El dinero se agotó más rápido de lo esperado y en un puerto del Mar Rojo, Hans Pettersson desembarcó y regresó a Suecia para recaudar más dinero. Consiguió financiación y se dirigió a Mónaco donde se encontraba entonces el Albatross.

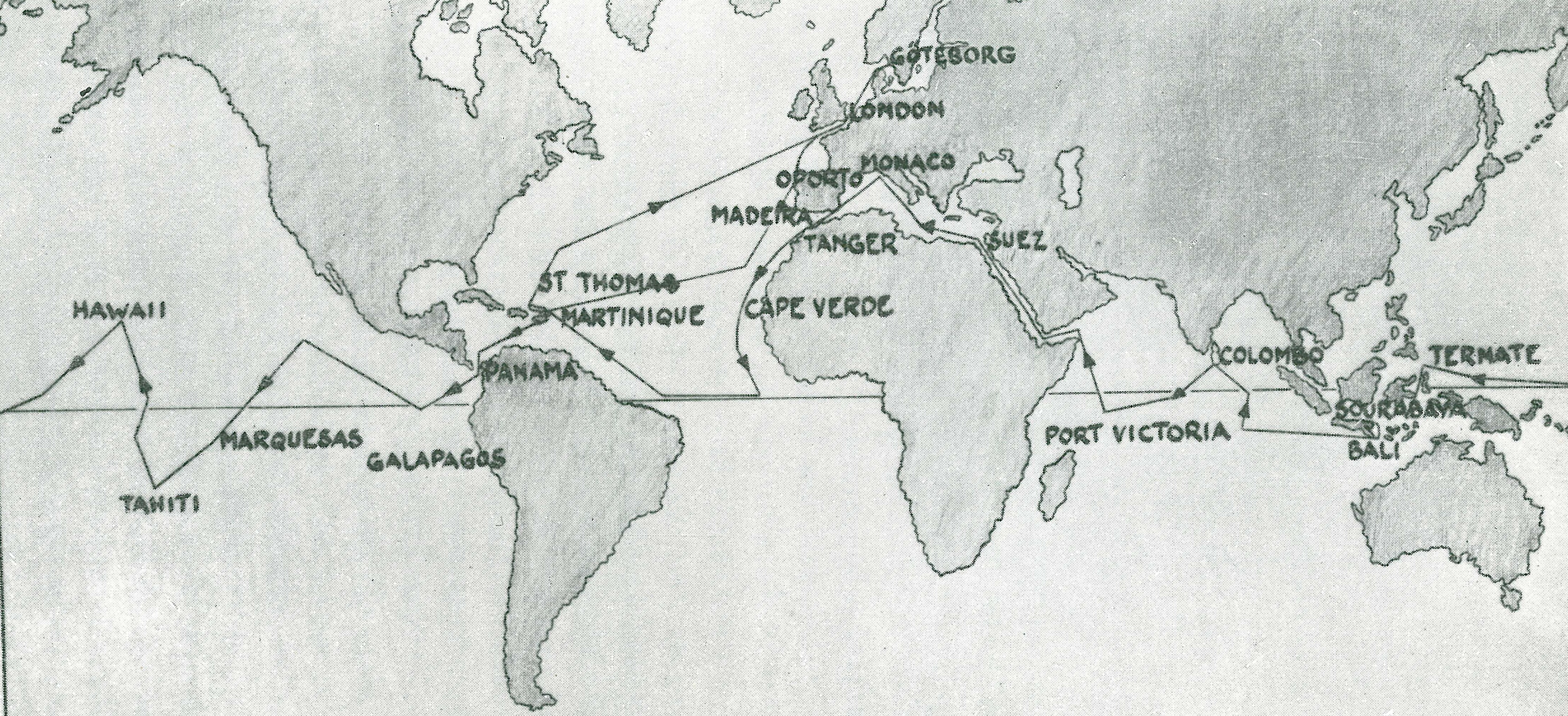
Ruta seguida por el Albatross

En total, la expedición navegó aproximadamente 45000 millas náuticas a través de los tres océanos, cortó el ecuador 18 veces y estuvo fuera durante 15 meses. Se recogieron más de 200 tapones de sedimentos con una longitud total de más de 1600 metros. Se registraron 400 explosiones submarinas y se recolectaron más de 3000 muestras de agua. También se recolectaron numerosas colecciones botánicas de todas las islas y colecciones de varios animales acuáticos diferentes. Todo fue llevado al Departamento Oceanográfico de la Universidad de Gotemburgo para su posterior análisis científico.